# کاتوف (ناحیه برنو-تسوونتری)
کاتوف (به چکی: Katov) یک منطقهٔ مسکونی در جمهوری چک است که در ناحیه برنو-تسوونتری واقع شده‌است. کاتوف ۳ کیلومتر مربع مساحت و ۲۰۴ نفر جمعیت دارد و ۴۷۴ متر بالاتر از سطح دریا واقع شده‌است.